# Parlamentswahl in der Ukraine 2019
- Vakant: 26
- Unabh.: 39
- ST: 20
- AVV: 26
- ES: 25
- OP: 43
- SN: 254
- OB: 6
- NK[4]: 4
- AP[5]: 1
- JZ[6]: 1
- SH: 1
- UKROP[7]: 3
- „Swo“: 1

Die Parlamentswahl in der Ukraine 2019 fand am 21. Juli 2019 statt.
Aufgrund der Annexion der Krim durch Russland im März 2014 und der Besetzung von Teilen der Oblaste Donezk und  Luhansk durch Separatisten konnten nach geltendem Recht nur 424 Sitze der Werchowna Rada gewählt werden und etwa 12 Prozent der wahlberechtigten Bürger konnten nicht an der Wahl teilnehmen. Nach den geltenden Wahlgesetzen wurden 225 Mitglieder der Werchowna Rada durch ein landesweites  Verhältniswahlsystem mit Fünf-Prozent-Hürde und die übrigen 199 Sitze in Wahlkreisen mit einem relativen Mehrheitswahlsystem gewählt.

## Hintergrund
Bei der Parlamentswahl 2014 erhielt die Partei Block Petro Poroschenko (BPP) 21,8 % der Stimmen und 132 von 450 Sitzen. Am 21. November 2014 unterzeichneten der BPP, die Volksfront (82 Sitze), die Partei Selbsthilfe (33 Sitze), Vaterland (19 Sitze) und die Radikale Partei (22 Sitze) einen Koalitionsvertrag. Arsenij Jazenjuk wurde am 2. Dezember 2014 Ministerpräsident.
Die Radikale Partei verließ die Koalition am 1. September 2015 aus Protest gegen eine Abstimmung im Parlament, die eine Änderung der Verfassung der Ukraine mit sich brachte. Sie befürchteten größere Befugnisse für Separatisten in deren Gebieten durch die aus der Verfassungsänderung folgende Dezentralisierung. Im Februar 2016 kündigte Wirtschaftsminister Aivaras Abromavičius seinen Rücktritt an, da er behauptet hatte, die Regierung habe kein echtes Engagement zur Bekämpfung der Korruption. Daraufhin verließen am 17. und 18. Februar 2016 die Parteien Vaterland und Selbsthilfe die Koalition. Damit fehlten der übrig gebliebenen Koalition fünf Abgeordnete für eine Mehrheit von 226 Abgeordneten im Parlament. Am 14. April 2016 wurde Wolodymyr Hrojsman neuer Ministerpräsident der Ukraine und das Kabinett Hrojsman begann mit der Arbeit.
Der bei der Präsidentschaftswahl 2019 neugewählte Wolodymyr Selenskyj löste am 21. Mai 2019, einen Tag nach seiner Amtseinführung, die Werchowna Rada vorzeitig auf, weil er keine eigene Partei im Parlament besaß. Selenskyj erließ ein Dekret zum Vorziehen der für Ende Oktober 2019 angesetzten Parlamentswahl; eine dagegen eingereichte Klage beim Verfassungsgericht der Ukraine war erfolglos.  Die Wahl fand am 21. Juli 2019 statt.

## Umfragen
Umfragen sagten voraus, dass die neu gegründete Partei Sluha narodu (zu Deutsch Diener des Volkes) des im April 2019 gewählten Präsidenten der Ukraine Wolodymyr Selenskyj die Wahl gewinnen würde. Eine weitere neu gegründete Partei, der ein hoher Stimmenanteil zugetraut wurden und die als möglicher Koalitionspartner der Partei Selenskyjs galt, war die Partei Stimme (ukrainisch Голос Holos) des ukrainischen Rockmusikers Swjatoslaw Wakartschuk.

## Ergebnis
Die Partei des ukrainischen Präsidenten Sluha narodu konnte mit etwa 43 % der abgegebenen Stimmen sowie mit 130 Direktmandaten die absolute Mehrheit an Mandaten in der neuen Werchowna Rada erringen. Somit kann Sluha narodu, als erste Partei in der unabhängigen Ukraine überhaupt, eine Regierung ohne Beteiligung anderer Parteien bilden. Insgesamt überwanden fünf Parteien die 5%-Hürde. Obwohl sich sämtliche rechtsextremistischen Parteien unter den Fittichen von Swoboda vereint hatten, sank deren Anteil um 4,3 Prozentpunkte beziehungsweise schrumpfte von knapp über einer Million Stimmen auf nur noch 315.530 Stimmen.
Die Wahlbeteiligung war mit 49,8 % die niedrigste bei einer ukrainischen Parlamentswahl.
Am 29. August 2019 fand die erste Sitzung des neugewählten Parlamentes statt.
| Sitzverteilung in der Werchowna Rada | Sitzverteilung in der Werchowna Rada | Sitzverteilung in der Werchowna Rada | Sitzverteilung in der Werchowna Rada | Sitzverteilung in der Werchowna Rada | Sitzverteilung in der Werchowna Rada | Sitzverteilung in der Werchowna Rada |
| Partei                               | Prozent                              | Mandate nach Parteiliste             | Direktmandate                        | Insgesamt                            |                                      |                                      |
| ------------------------------------ | ------------------------------------ | ------------------------------------ | ------------------------------------ | ------------------------------------ | ------------------------------------ | ------------------------------------ |
| SN                                   | 43,2                                 | 124                                  | 130                                  | 254                                  |                                      |                                      |
| OP                                   | 13,1                                 | 37                                   | 6                                    | 43                                   |                                      |                                      |
| AVV                                  | 8,2                                  | 24                                   | 2                                    | 26                                   |                                      |                                      |
| ES                                   | 8,1                                  | 23                                   | 2                                    | 25                                   |                                      |                                      |
| ST                                   | 5,8                                  | 17                                   | 3                                    | 20                                   |                                      |                                      |
| andere Parteien Unabhängige          | -                                    | -                                    | 56                                   | 56                                   |                                      |                                      |
| Quelle:                              |                                      |                                      |                                      |                                      |                                      |                                      |

Ergebnis der Listenwahl nach Wahlkreisen (stärkste Partei)
Ergebnisse in den Direktwahlkreisen (gewonnene Wahlkreise)
Wahlbeteiligung nach Wahlkreisen
Wahlbeteiligung nach Regionen